# Michelle Stevens
Michelle Louise Stevens (korábban Beaumont és Barnes) a Dallas című sorozat egyik mellékszereplője, a sorozat utolsó két évadjában lett központi szereplő. Kimberly Foster alakította 1989-től 1991-ig.

## Történet
Michelle, April Stevens cselszövő húga 1989-ben érkezett Dallas-ba, miután látta, hogy nővére milyen gazdagságban és jólétben él. Amikor Michelle viszonyt kezdett Jockey törvénytelen fiával, James Beaumont-al, Jockey intézkedett, és elüldözte Michelle-t Dallasból.
April halála után Michelle visszatért Dallasba, hogy bosszút álljon. Miután megkapta az örökségét April-től, megvásárolta a Ewing Olajtársaság-ot Lee Ann De La Vegától, és összeházasodott James-el. Michelle házassága rövid életű volt, mert kiderült, hogy James már házas volt valaki mással. Miután James első felesége, Debra Lynn mellett döntött, elhagyta Dallast vele és a kisfiával. Michelle eladta a Ewing Olajtársaság 50%-át Cliff-nek, de Cliff kihasználta a helyzetet, hogy Michelle részeg volt, és aláíratta vele a házassági papírokat, így megkapta a Ewing Olajtársaság 100%-os irányítását. Michelle-t, miután lelőtte Hillary Taylort, aki April halálát okozta, letartóztatták. Jockey viszont a segítségére sietett, és így ismét szabadlábon volt. Ezért cserébe, Michelle visszaadta a Ewing Olajtársaság 50%-át Jockeynak, hogy kijátszhassa Cliff-et. Michelle és Cliff házassága rövid életű volt, és később börtönbe került.
Miután kiszabadult a börtönből, Michelle-t Ray Krebbs régi farmján láthattuk utoljára, amit azért vett meg, hogy egy szép családi életet kezdhessenek el James-el. A ház üres volt és Michelle sírva fakadt.

## Fordítás
- Ez a szócikk részben vagy egészben  a   Michelle Stevens című angol Wikipédia-szócikk fordításán alapul.  Az eredeti cikk szerkesztőit annak laptörténete sorolja fel. Ez a jelzés csupán a megfogalmazás eredetét és a szerzői jogokat jelzi, nem szolgál a cikkben szereplő információk forrásmegjelöléseként.